# Аббат Шаолиня
«Аббат Шаолиня» (англ. Shaolin Abbot) — гонконгский художественный фильм. Также известен под названием «Мастер Шаолиня» (нем. Master der Shaolin).

## Сюжет
Монаха Чжи Шаня отправляют его шаолиньские учителя изучать кунг-фу у монаха из Удана. По пути Чжи Шань встречает У Мэй, с которой они становятся друзьями. Бай Мэй — член Удана, не одобряющий какие-либо связи с шаолиньскими мятежниками, выступающими против династии Цин. После ухода Чжи Шаня воины Цин и тибетский лама атакуют и уничтожают Шаолинь. Чжи Шань возвращается поздно — монастырь уничтожен. Главный аббат просит его отправиться на юг — искать приверженцев Шаолиня и восстановить храм.
Бай Мэй распоряжается поймать монаха. Между тем Шань прибывает на юг и помогает местному дельцу, господину Ли, которого недавно ограбили. Ли принимает монаха в свой дом. Здесь Шань получает своего первого ученика, Цзиньлуня, племянника Ли, и проходит «тесты» от местных дельцов, чтобы доказать, что он истинный монах из Шаолиня. Шань успешно проходит все «тесты», и поражённые мастерством бизнесмены предлагают помощь в восстановлении храма. У монаха становится всё больше учеников после неудачных попыток мясника и точильщика победить его в схватке.
Бай Мэй и его племянник предпринимают попытку убить У Мэй, но Шань со своими учениками приходит ей на помощь. Чжишань просит своих последователей отправиться на юг ждать его на пароме, пока он разберётся с Мэем и ламой. Шань побеждает ламу в лесу, в то время как Бай Мэй идёт навстречу У Мэй и ученикам. Чжи Шань вовремя приходит на помощь к соратникам и побеждает Бай Мэя.

## В ролях
- Дэвид Цзян — монах Чжи Шань
- Ло Ле — Бай Мэй
- Лили Ли[кит.] — У Мэй
- Норман Чхёй[кит.] — Ли Цзиньлунь
- Ку Куньчун[кит.] — Дао Дэ
- Цзян Дао — тибетский лама
- Брюс Тхон — шаолиньский новобранец Хун Сигуань
- Чжань Сэнь[англ.] — Дань Тяньган
- Ын Хонсан — шаолиньский новобранец Тун Цяньцзинь
- Джейми Лук — шаолиньский новобранец Линь
- Кхён Хонь — Ли Башань
- Го Сыхао
- Ян Чжицин — У Чань
- Цзин Мяо — г-н Ли
- Цзян Нань[кит.] — генерал Ли
- Сам Лоу — главный аббат
- Вон Чхинхо — Ван
- Си Вай — император
- Хелен Пхунь[кит.] — мисс Цзиньбао
- Ю Вин — генерал Юэ Инци

## Кассовые сборы
В Гонконге за восемь дней проката фильм заработал всего лишь 116 880 HK$ — 99 место по сборам за 1979 год среди фильмов гонконгского производства.

## Восприятие
Фильм получил низкие оценки кинокритиков.